# Parachimarrhis
Parachimarrhis là một chi thực vật có hoa trong họ Thiến thảo (Rubiaceae).

## Loài
Chi Parachimarrhis gồm các loài: